# Ліло і Стіч
«Ліло і Стіч» (англ. Lilo & Stitch) — анімаційний фільм студії Walt Disney, що вийшов на екрани 21 червня 2002 року. Одержав нагороду Академії кіномистецтва США.

## Сюжет
Божевільного чужопланетного вченого, якого звати доктор Джамба Джукіба, ув'язнено за незаконні генетичні експерименти та створення істот, призначених для руйнації та хаосу. Його останій експеримент, Номер 626: невеличка симпатична синьошкіра чужопланетна істота, що має надзвичайну силу, спритність, кмітливість та жагу до руйнування всього навколо себе. Під час суду над доктором Джамбою, Головна Суддя намагалась поспілкуватись з 626-м, але єдиною його відповіддю було брутальне: «міґа на ла квіста», що шокувало суддів та змусило їх здригнутись. Згідно з вироком, доктора Джамбу відправляють у в'язницю, а 626-го везуть на довічне заслання на безлюдний астероїд.
Під час транспортування 626-й зауважує, що націлені на нього автоматичні гармати реагують на його ДНК. Слина 626-го потрапляє на охоронця, гармати стріляють у хибну ціль і 626-й тікає у пробоїну. Викравши катер, він дістається Землі й опиняється на невеликому острові Гавайського архіпелагу, Кауаї.
Напередодні дівчинка Ліло Пелекаї посварилася з однолітками та потім зі своєю старшою сестрою Нані. Обоє живуть без батьків, які загинули в автомобільній аварії, і соціальна служба в особі агента Кобри Бублика хоче забрати Ліло до сиротинця. Ввечері Ліло молиться, що у неї з'явився друг. За мить поруч падає катер з 626-м, якого збиває вантажівка. Проте, він лишається цілий і його забирають до собачого притулку, сприйнявши за собаку. Наступного дня Ліло з Нані приходять до того ж притулку, щоб обрати для Ліло собаку. Дівчинка одразу вказує на 626-го й дає йому ім'я Стіч.
Ліло намагається навчити Стіча поведінці у суспільстві, використовуючи Елвіса Преслі та його музику як взірець найкращої суспільної поведінки. Попри початкову успішність цих спроб, деструктивні тенденції Стічевої натури подекуди продовжують проявлятись, завдаючи чималих труднощів оточенню, особливо Нані. Спершу через витівки Стіча Нані звільняють з роботи в ресторані, а потім зриваються всі спроби знайти інший заробіток.
Майже від самого прибуття Стіча на Землю, його намагаються спіймати агент Пліклі та доктор Джамба, якому пообіцяли свободу в обмін на Стіча. Обоє незграбно маскуються під людей і чекають нагоди схопити Стіча, коли Ліло не буде поруч.
Агент Кобра нагадує Нані, що якщо вона не знайде роботу, то Ліло доведеться забрати. Залицяльник Нані, Девід Кавена, пропонує розважитися, зайнявшись серфінгом. Стіч, який не вміє плавати, падає в воду і Девід рятує його. Але Нані через це знову втрачає шанс знайти роботу і Кобра повідомляє, що наступного дня мусить забрати Ліло.
Коли в Джамби та Пліклі вичерпується виділений час, Головна Суддя відряджає на Землю капітана Ганту. Джамба та Пліклі попри те вирішують продовжити пошуки Стіча. Ганті вдається зловити Стіча в контейнер, куди помилково потрапляє Ліло. Джумба та Пліклі показуються Нані та пропонують вирушити з ними та Стічем услід за космічним кораблем Ганти на зорельоті Джумби. Стіч застрибує на корабель Ганти та повертає Ліло на Землю.
Головна Суддя з'являється на пляжі, щоб заарештувати Стіча, але побачивши, що він здатен не тільки на руйнування, починає сумніватись у доцільності цього. Проте, вона не може скасувати своє рішення про заслання Стіча. Ліло, за підказкою Кобри Бублика, показує їй свого сертифіката про придбання Стіча в притулку. Оскільки сертифікат є законним підтвердженням прав власності, Головна Суддя погоджується додати до свого вироку, що Стіч відбуватиме заслання на Землі під опікою Ліло та Нані. Вона оголошує про захист родини Пелекаї Галактичною Федерацією. Кобра коротко зазначає, що він агент ЦРУ та вже бачився з Головною Суддею в 1973 і домігся визнання Землі заповідником. Він погоджується, що Ліло тепер під надійним захистом, отож, може лишитися з Нані.

## Виготовлення та реклама
Перед випуском фільму, Disney Adventures видав комікс, який оповідав про життя Ліло та про історію Стіча у часи, що передують подіям фільму. Деякі моменти коміксу відрізняються від того, що викладено у фільмі. Мерті Едмондс у коміксі зветься Дженні (наразі невідомо, чи то було помилкою, чи персонажа було перейменовано під час роботи над фільмом). Експеримент 625 у коміксі такий самий, як у пізніше випущеному телесеріалі, але має хутро іншого кольору.
У коміксі експерименти були абсолютно безневинними і нічим не були схожі на Стіча. У коміксах, що були виготовлені після серіалу, було додано нових експериментів, але номерів їм не давали, щоб не вийшло проблем з їхньою послідовністю.
Деякі рекламні постери фільму були такими, що змінюють зображення, коли розглядаються під різними кутами зору. На одному зображенні, приміром, Стіч був у вигляді собаки (тобто з двома руками: разом виходить чотири кінцівки), а на іншому він був у його звичній формі експерименту (чотири руки, шість кінцівок).
Ліло і Стіч — один із небагатьох анімаційних фільмів, які використовують акварельні малюнки для зображення заднього плану, причому він є першим таким фільмом Дізнея після «Дамбо» (1941). Через щільний графік виробництва (який до того ж став значно щільнішим із часів «Дамбо»), використання акварелі було досить ризикованим рішенням; один необережний порух пензля міг зруйнувати вже підготовлену картину, а потреба у 1200 задніх планів не дозволяла такого марнування часу. З непрозорою гуашшю та акриловими фарбами, які зараз зазвичай використовуються в індустрії, виправляти помилки малювання набагато простіше, ніж з аквареллю. Використовуючи акварель дізнеєвські художники мали дуже ретельно планувати задні зображення перед початком роботи над ними, тільки так вони могли зменшити кількість помилок. Сандерс та Відділ Задніх Планів студії намагались знайти простіші шляхи отримання яскравого фону для фільму, але врешті вирішили, що альтернативи традиційній акварелі тут немає.
Спочатку планувалось, що один з епізодів наприкінці фільму виглядатиме так: Стіч викрадає Боїнг 747 і ширяє на ньому навколо офісних і готельних будівель Гонолулу. Після подій 11 вересня 2001 року, епізод було змінено. У фінальній версії космічний корабель під керуванням Доктора Джамби летить крізь хмари і вузьку долину у той час, коли Стіч викрадає бензовоз і їде на ньому до кратера вулкана.
«Ліло і Стіч» мав вийти на екрани саме після пари бізнесово невдалих фільмів Дізнея («Нові пригоди імператора» та «Атлантида: загублена імперія»). Тому рекламна кампанія «Ліло і Стіч» була досить незвичайною: всупереч традиціям, відомі персонажі з попередніх фільмів студії були активно залучені у рекламі, хоча й не з'являлись у фільмі. Такий підхід не тільки допомагав прорекламувати новостворений фільм, але й нагадував глядачам про колишні успіхи Дізнея у ті часи, коли публіка почала було втрачати інтерес до студії.

## Пародії та наслідування
Рекламні трейлери цього фільму пародіювали трейлери попередніх творів Дізнея: «Красуня та Чудовисько», «Русалонька», «Алладін» та «Король Лев» (два з цих фільмів були анімовані самим Сандерсом). Трейлери починались зі справжніх сцен з пародійованих фільмів, потім з'являвся Стіч та порушував хід дії. Найважче було переробити трейлер «Русалоньки», оскільки він був виготовлений не за технологією CAPS, тож усі зміни треба було вносити вручну. Для нових трейлерів було запрошено тих самих акторів, які озвучували й оригінальні фільми; багато хто з них були здивовані дізнавшись, що їхні персонажі мають негативно реагувати на Стіча. Кожний трейлер закінчувався тим, що оригінальний персонаж казав Стічу: «Здобудь собі власне кіно.»
Соціальний працівник Кобра Бублик, колишній агент ЦРУ, це безперечно один з таємничих «Людей у чорному» (з міських легенд та кількох популярних фільмів), які потай працюють, щоб запобігти захопленню Землі чужопланетянами та одночасно запевнити людство, що чужопланетян не існує.
Коли Ліло вперше зустріла Кобру Бублика, вона спершу якийсь час позирала на його імпозантну постать, а потім поставила перше запитання: «Ти коли-небудь кого-небудь убивав?». Кобра уник відповіді, пробурмотівши: «ми відхилились від теми». Кобру Бублика озвучив Вінг Реймз, відомий своєю роллю бандитського боса Марселуса Волласа у фільмі 1994 року «Кримінальне чтиво», де через його прямі чи непрямі вказівки було вбито чимало персонажів.

## Сприйняття
«Ліло і Стіч» отримав позитивні відгуки після виходу. Сайт Rotten Tomatoes повідомляє, що фільм схвалили 86 % критиків, присудивши середню оцінку 7,3/10. Консенсус критиків сайту такий: «Більш різкий, ніж традиційні диснеївські твори, „Ліло і Стіч“ досліджує сімейні проблеми, водночас пропонуючи веселу та чарівну історію». Metacritic присвоїв фільму середньозважену оцінку 73 зі 100, що вказує на «загалом схвальні» відгуки.
За словами Роджера Еберта, сюжет відбувається на веселому тлі посилань на поп-культуру, включаючи сцени, що пародіюють «Людей у чорному», «Щелепи» та «Ґодзіллу». І в той же час обертається навколо концепцій охани, або сім'ї, якою не стають від народження, а якою треба навчитися бути. Фільм зберігає свою гостроту та комічний запал протягом усієї тривалості, і хоча він з'явився відносно нерозголошено, це справжня перлина.
Кеннет Туран у Los Angeles Times схвально відгукнувся, що «Ліло і Стіч» використовує найкращі навички аніматорів Disney. Фільм пропонує, що не існує поганих осіб він народження. Ліло, як і Стіч, по-своєму вигнанці та навіть дещо неприємні, але фільм чітко пояснює чому вони такими стали і показує їхнє вражаюче перетворення в кращі версії себе. «Ліло і Стіч» менш шаблонний і розкутіший за інші анімаційні фільми, чим демонструє, що анімація ще має що показати.
Тодд Маккарті у Variety повідомив, що Стіч — один з найменш привабливих героїв фільмів Disney. Але вроджений оптимізм і надія Ліло посеред цілковитого домашнього безладу роблять дівчинку дуже симпатичною головною героїнею, тоді як недоліки Нані яскраво реалістичні, адже їй доводиться замінити матір для Ліло. Завдяки особливій атмосфері, створеній прекрасними акварельними фонами та мелодіями Елвіса Преслі у саундтреку, картина має невимушений, вільний характер на відміну від повзучої грандіозності деяких відомих анімаційних фільмів Disney.

## Пов'язана продукція
Мультсеріал. 26 серпня 2003 року компанія Disney випустила «Нові пригоди Стіча» одразу на DVD. Цей анімаційний фільм став пілотним епізодом для мультсеріалу «Ліло і Стіч», який тривав 65 епізодів з 20 вересня 2003 року по 29 липня 2006 року. Серіал зображає зусилля Ліло та Стіча з допомоги іншим експериментам Джумби. Завершенням серіалу слугує телевізійний анімаційний фільм «Лерой і Стіч», який вийшов в ефір 23 червня 2006 року.
Ліло та Стіч 2. 30 серпня 2005 року вийшов фільм «Ліло і Стіч 2: Велика проблема Стіча», також одразу на DVD. Його події відбувається паралельно до серіалу. DVD також містив короткометражний фільм «Походження Стіча».
Стіч! У березні 2008 року Disney анонсувала аніме за мотивами франшизи «Ліло та Стіч», орієнтоване на японський ринок, під назвою «Стіч!». Аніме транслювалося з жовтня 2008 року по березень 2011 року. Ліло в ньому замінює японська дівчинка Юна Каміхара, а дія відбувається на вигаданому острові в префектурі Окінава, а не на Гаваях. Перші два сезони створювала студія Madhouse, а третій сезон і два наступних спецвипуски у 2012 та 2015 роках — Shin-Ei Animation.
Стіч та Аі. З 27 березня по 6 квітня 2017 року в Китаї транслювався англомовний китайський анімаційний телесеріал під назвою «Стіч та Аі», потім дубльований мандаринською совою. Його випустили студії Anhui Xinhua Media та Panimation Hwakai Media, в розробці брали участь автори мультсеріалу 2003—2006 років. Ліло там замінює китайська дівчинка Ван Аі Лін, а дія відбувається в горах Хуаншань. Серіал транслювався в Південно-Східній Азії в лютому 2018 року.
Фільм. Анімаційно-ігровий ремейк мультфільму під назвою «Ліло і Стіч» вийшов 23 травня 2025 року. Disney продовжила ним серію ремейків своїх відомих мультфільмів.